# Eugeniusz Kułaga
Eugeniusz Roman Kułaga (ur. 1 listopada 1925 w Auby, zm. 20 stycznia 1990) – polski dyplomata komunistyczny, wiceminister spraw zagranicznych (1975–1980).

## Życiorys
Syn Michała i Karoliny. Wychował się w Auby we Francji, gdzie chodził do szkoły powszechnej i średniej. Ukończył studia na Wydziale Dyplomatyczno-Konsularnym w Szkole Głównej Służby Zagranicznej (1958).
Członek Polskiej Partii Robotniczej (od 1945), Związku Walki Młodych (1946–1947), Związku Młodzieży Polskiej (1947) oraz Polskiej Zjednoczonej Partii Robotniczej. Od 1944 do 1946 członek Młodzieży Komunistycznej Francji oraz Związku Młodzieży Polskiej „Grunwald” (do 1946). W 1946 rozpoczął pracę w Konsulacie Generalnym RP w Paryżu. W tym samym roku przeszedł do Wydziału Łączności Ministerstwa Spraw Zagranicznych (1946–1947). W latach 1947–1949 w Ambasadzie w Waszyngtonie, w protokole dyplomatycznym MSZ (1949–1950), od 1950 w ambasadzie w Londynie. W latach 1955–1956 w Międzynarodowej Komisji Nadzoru i Kontroli w Wietnamie i Laosie. W latach 60. przebywał w Ghanie. Stały przedstawiciel PRL przy Organizacji Narodów Zjednoczonych w Nowym Jorku (1969–1975). Od 12 stycznia 1975 do 22 października 1980 podsekretarz stanu w MSZ. Od 20 listopada 1980 do 7 grudnia 1984 ambasador we Francji.

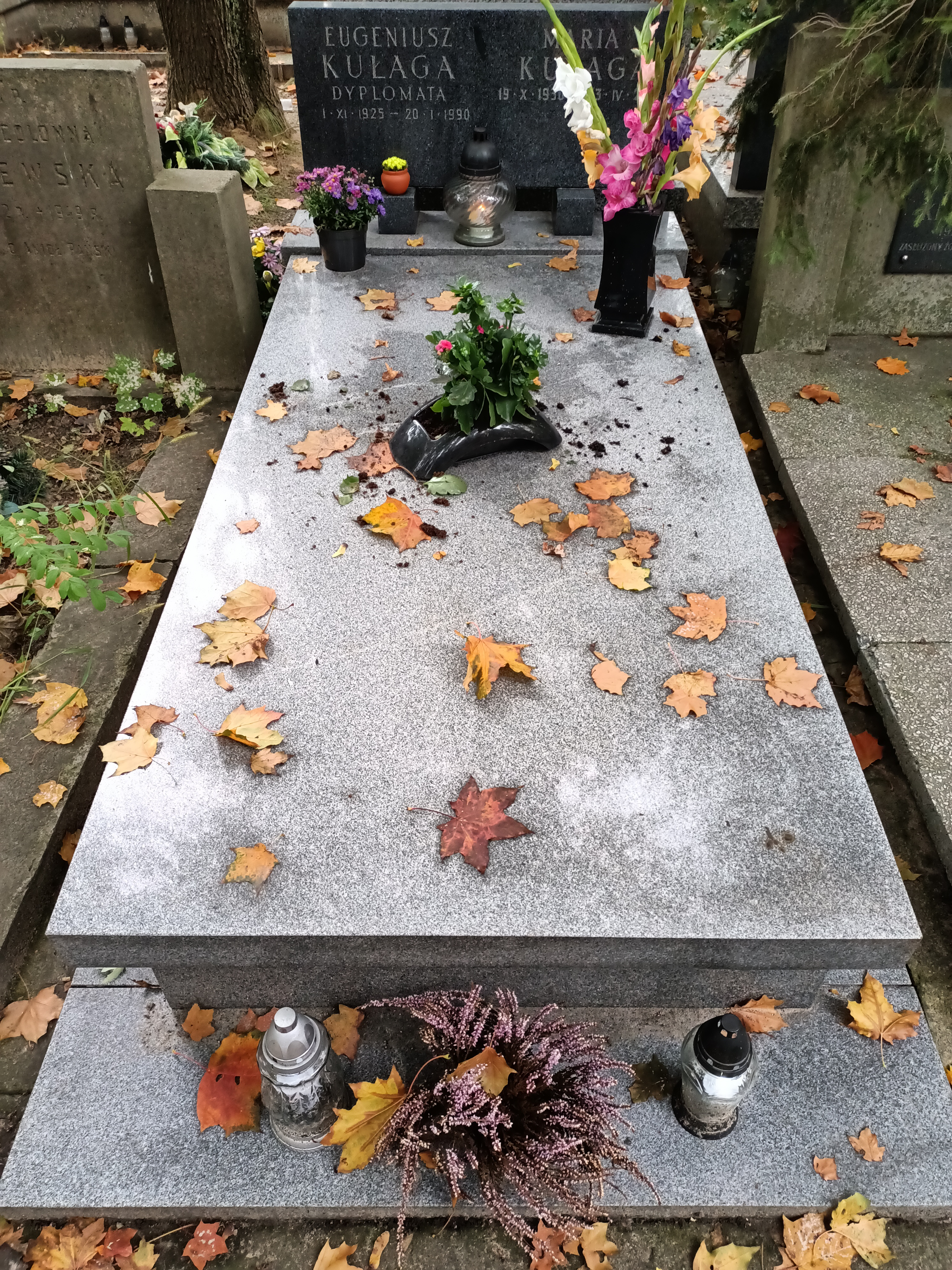
Grób Eugeniusza Kułagi na cmentarzu Wojskowym na Powązkach

Pochowany na Cmentarzu Wojskowym na Powązkach.